# Алвињак
Алвињак (фр. Alvignac) насеље је и општина у јужној Француској у региону Миди Пирене, у департману Лот која припада префектури Гурдон.
По подацима из 2011. године у општини је живело 731 становника, а густина насељености је износила 56,02 становника/km². Општина се простире на површини од 13,05 km². Налази се на средњој надморској висини од 860 метара (максималној 419 m, а минималној 249 m).

## Демографија
| 1962. | 1968. | 1975. | 1982. | 1990. | 1999. | 2011. |
| ----- | ----- | ----- | ----- | ----- | ----- | ----- |
| 534   | 540   | 525   | 566   | 473   | 573   | 731   |

График промене броја становника у току последњих година